# Il commissario Raimondi
Il commissario Raimondi è una miniserie televisiva, diretta da Paolo Costella e trasmessa da Canale 5 in due puntate nel 1999.

## Descrizione
Il commissario Raimondi in servizio a  Milano ottiene il trasferimento a Napoli, dove risiede la sua famiglia, al suo arrivo però viene coinvolto nel rapimento di suo cognato....